# شیزوکا یاماموتو
شیزوکا یاماموتو (انگلیسی: Shizuka Yamamoto؛ زادهٔ ۵ دسامبر ۱۹۷۵) بدمینتون‌باز زن اهل ژاپن بود.